# لیسا آیشهورن
لیسا آیشهورن (انگلیسی: Lisa Eichhorn؛ زادهٔ ۴ فوریهٔ ۱۹۵۲) یک فیلم‌نامه‌نویس، تهیه‌کننده، بازیگر سینما، و هنرپیشه اهل ایالات متحده آمریکا است.

## گزیده فیلمشناسی
از فیلم‌ها یا برنامه‌های تلویزیونی که وی در آن نقش داشته‌است می‌توان به آثار زیر اشاره کرد.
- قتل در سه پرده (۱۹۸۶)
- ایکوالایزر (مجموعه تلویزیونی) (۱۹۸۸)
- سوامپ تینگ (۱۹۹۲)
- پادشاه تپه (فیلم) (۱۹۹۳)
- ناپدید شدن (۱۹۹۳)
- روابط مدرن (۱۹۹۶)
- بوسه یهودا (۱۹۹۸)
- قاضی ایمی (۱۹۹۹)
- آقای ریپلی بااستعداد (۱۹۹۹)
- پسرها و دخترها (۲۰۰۰)
- مأموران مخفی (مجموعه تلویزیونی) (۲۰۰۲)
- اریحا (۲۰۰۵)
- رخنه‌گر (مجموعه تلویزیونی بریتانیایی) (۲۰۰۶)
- آدمکشان میدسامر (۲۰۰۷)
- درباره زمان (فیلم ۲۰۱۳) (۲۰۱۳)